# Fokker C.XIw
De Fokker C.XIw is een vliegtuig van vliegtuigfabrikant Fokker dat voor het eerst vloog in 1935.
De C.XIw kon met een katapult gelanceerd worden. Nederland had op de kruiser Hr. Ms. De Ruyter een Heinkel-katapult. Het lanceren van een verkenner met een katapult bood aanzienlijke voordelen ten aanzien van tactisch gebruik in vergelijking met het overboord zetten van een watervliegtuig dat vervolgens met eigen motor moet starten.
De Fokker C.XIw was gebouwd op de traditionele wijze: romp uit staalbuis bekleed met linnen, vleugels hout met gedeeltelijk houten, gedeeltelijk linnen bekleding.